# Indicatori di redditività
Gli indicatori di redditività sono indici che permettono di osservare la capacità di un'impresa di produrre reddito e di generare risorse. 
Tali indicatori sono utili sia per gli investitori, che possono avere una previsione circa i possibili ritorni economici del loro investimento, sia in generale per analizzare l'affidabilità di un'impresa attribuendogli un rating specifico. 
Gli indicatori principali sono: 
- il ROE (Return On Equity),
- il ROI (Return On Investment),
- il ROA (Return On Assets),
- l'EBITDA (Earnings Before Interest, Taxes, Depreciation and Amortization) anche conosciuto in italiano come MOL, Margine Operativo Lordo
- l'EBIT (Earnings Before Interest and Taxes) o Utile Operativo.